# 担保
担保是指承担义务一方（債務人）违背约定的情况下，第三方幫債務人接续偿还债务或履行償還义务。担保通常涉及三方，担保人（即提供担保的人）、担保受益人（債權人）、被担保人（債務人）。